# Susanne Nielsson
Susanne Schultz Nielsson (* 8. Juli 1960 in Aarhus) ist eine ehemalige dänische Schwimmerin.

## Karriere
Susanne Nielsson nahm erstmals 1976 an Olympischen Spielen teil. In Montreal erreichte sie über 100 m Brust das Halbfinale, über 200 m Brust scheiterte sie als Zwölfte des Vorlaufs am Einzug in das Finale. Auch über 400 m Lagen war sie für den Start gemeldet, trat aber nicht an. Ein Jahr später gewann sie bei den Schwimmeuropameisterschaften in Jönköping Silber über 200 m Brust. Bei der 1978 folgenden WM gewann sie über selbige Distanz Bronze. 1980 nahm sie ein zweites Mal an Olympischen Spielen teil. Während sie in Moskau über 200 m Brust noch als Vierte knapp an den Medaillenrängen scheiterte, gewann sie über 100 m Brust Bronze. Über 400 m Lagen war sie ebenfalls für den Start gemeldet, trat aber, wie bereits vier Jahre zuvor, nicht an.